# Itambacuri
Itambacuri is een gemeente in de Braziliaanse deelstaat Minas Gerais. De gemeente telt 23.386 inwoners (schatting 2009).

## Aangrenzende gemeenten
De gemeente grenst aan Água Boa, Campanário, Franciscópolis, Frei Gaspar, Frei Inocêncio, Jampruca, Marilac, Poté, São José da Safira en Teófilo Otoni.

## Geboren
- Carlos Eduardo Esteves Lima (1959), politicus en ingenieur